# Везикулярное дыхание
Везикулярное дыхание (от лат. vesiculum — пузырёк, в данном случае — лёгочный пузырёк, альвеола), звуковые явления, получающиеся при дыхании в нормальном лёгком человека или животного.
Движение воздуха при вдыхании и выдыхании сопровождается образованием своеобразных шумов, возникающих, главным образом, в гортани и крупных бронхах. Видоизменяясь при дальнейшем прохождении через мелкие бронхи, эти шумы достигают конечных пунктов дыхательных путей — легочных альвеол и поверхности легкого, откуда они передаются через грудную стенку уху выслушивающего врача.
Звуки, получающиеся при патолого-анатомических изменениях в легких, отличаются от нормального везикулярного дыхания своей продолжительностью, силой, характером, высотой тона, примесью добавочных звуков (хрипов). Эти особенности звуков и условия их происхождения в легких довольно подробно изучены и использованы для диагноза заболеваний лёгких.